# Памятник С. О. Макарову (Николаев)
Па́мятник С. О. Мака́рову в Никола́еве — памятник российскому флотоводцу, океанографу, полярному исследователю, кораблестроителю, вице-адмиралу, установленный в Николаеве — городе, где родился Степан Осипович Макаров.

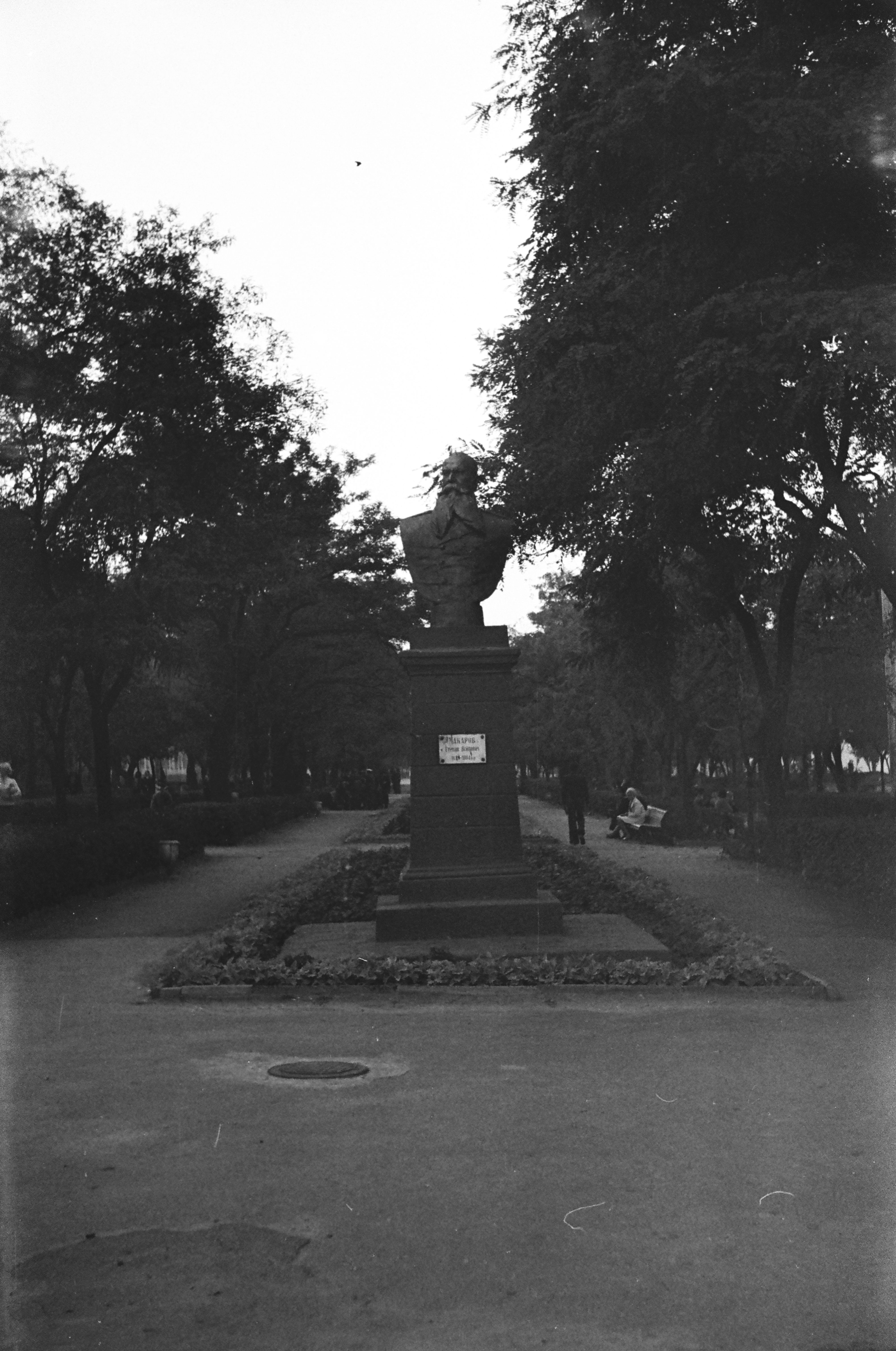
Первоначальный бюст

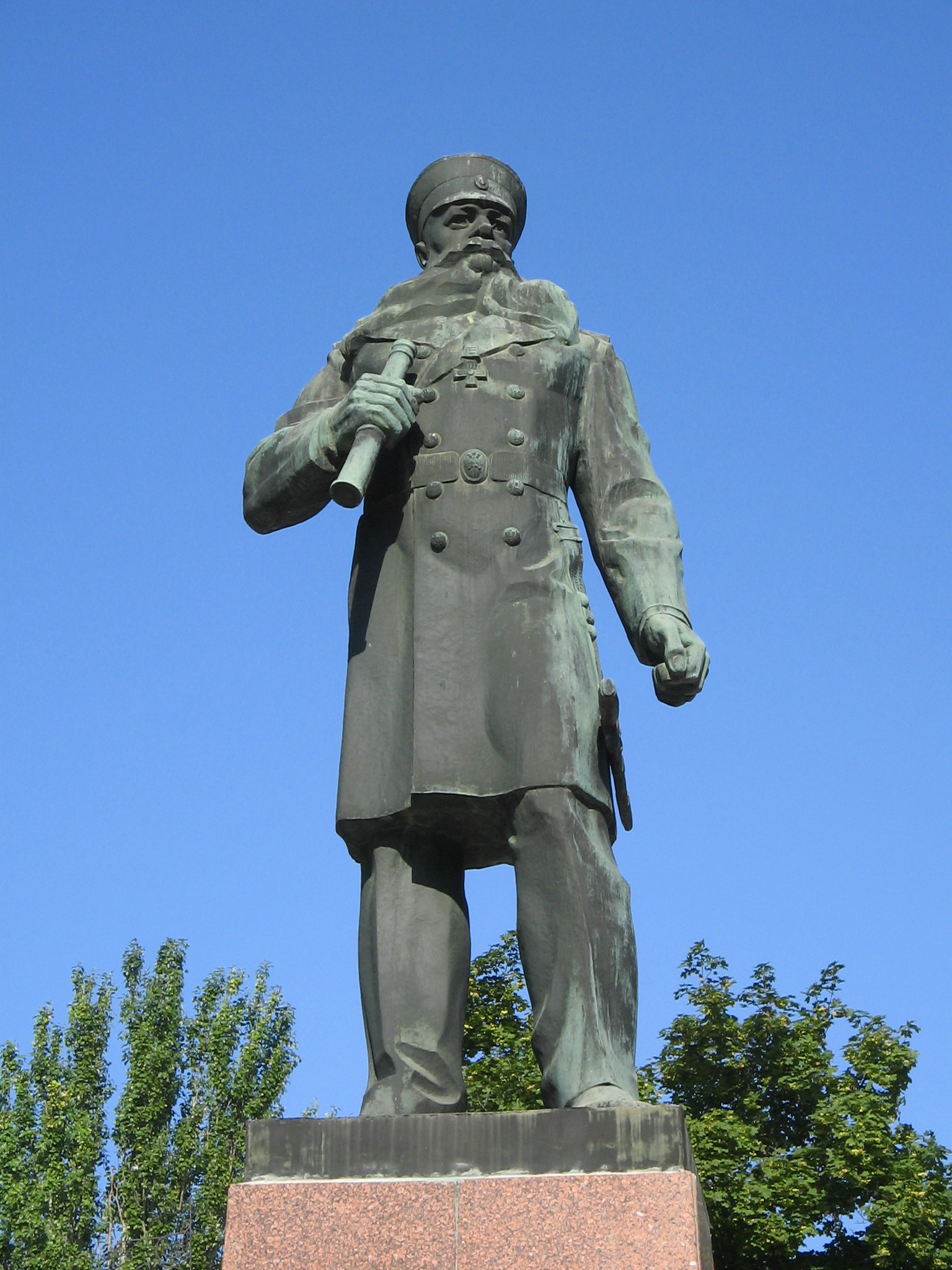
Бронзовая скульптура С. О. Макарова

Памятник расположен на Флотском бульваре, который до конца 1970-х годов носил имя адмирала Макарова (Бульвар адмирала Макарова или сокращённо — «БАМ», как до сих пор зовут его горожане).
В 1949 году, к 100-летию флотоводца был установлен первый памятник С. О. Макарову, который представлял собой бюст, автором был скульптор О. А. Здиховский. В том же году, бульвар, который назывался «Морской», был переименован в бульвар Адмирала Макарова.
В 1976 году был установлен современный памятник Макарову. Скульпторы: А. А. Коптев и А. Л. Сапелкин, архитектор: Ю. Т. Стешин.
Фигура адмирала выполнена из бронзового сплава, постамент — из розового полированного гранита.
| На пьедестале памятника — бронзовая доска с надписью: Макаров Степан Осипович (1848—1904 г.г.) Вице-адмирал, выдающийся флотоводец и ученый. Родился в г. Николаеве, погиб на броненосце «Петропавловск» |

Ф О Т О Г А Л Е Р Е Я
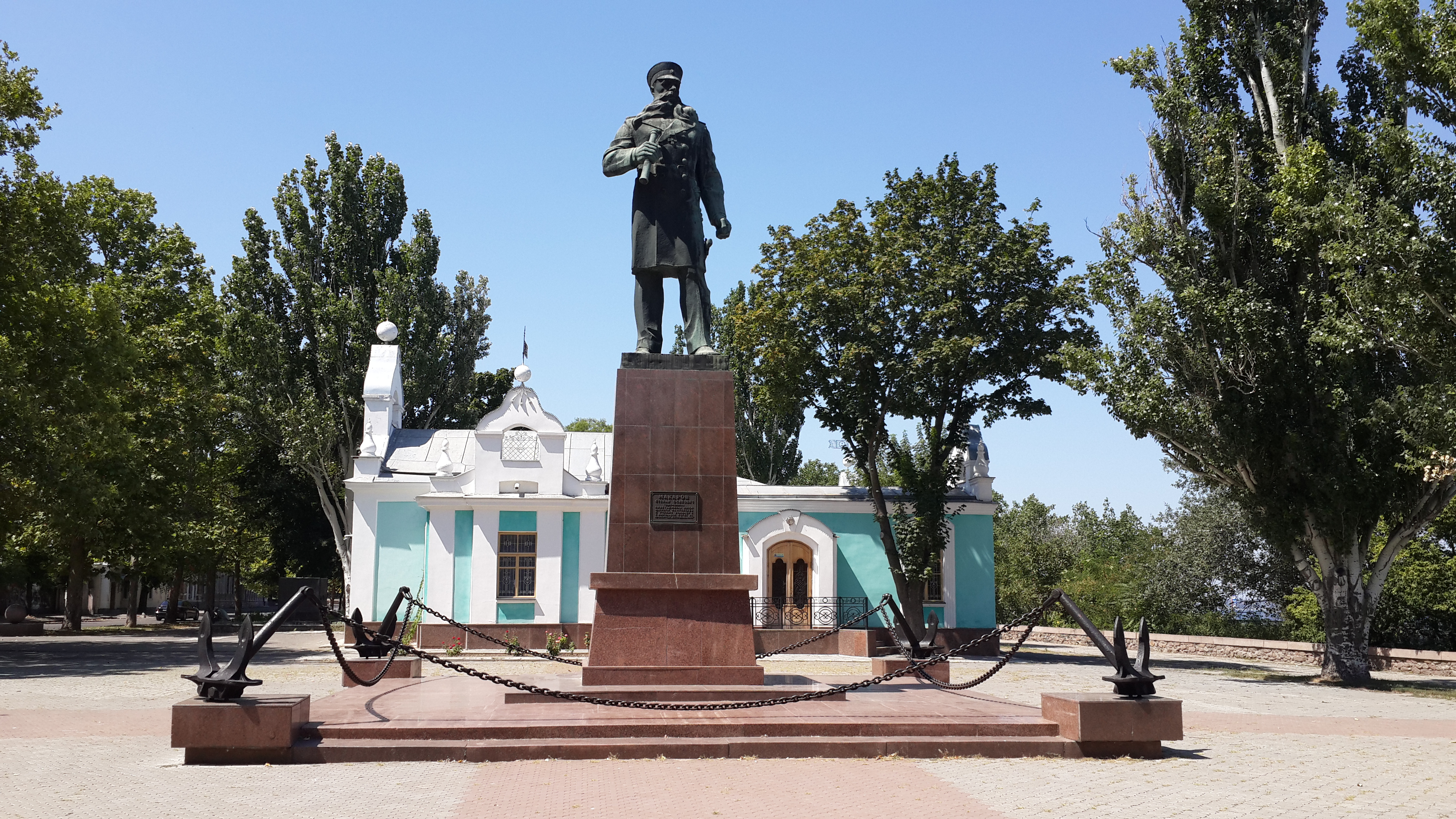
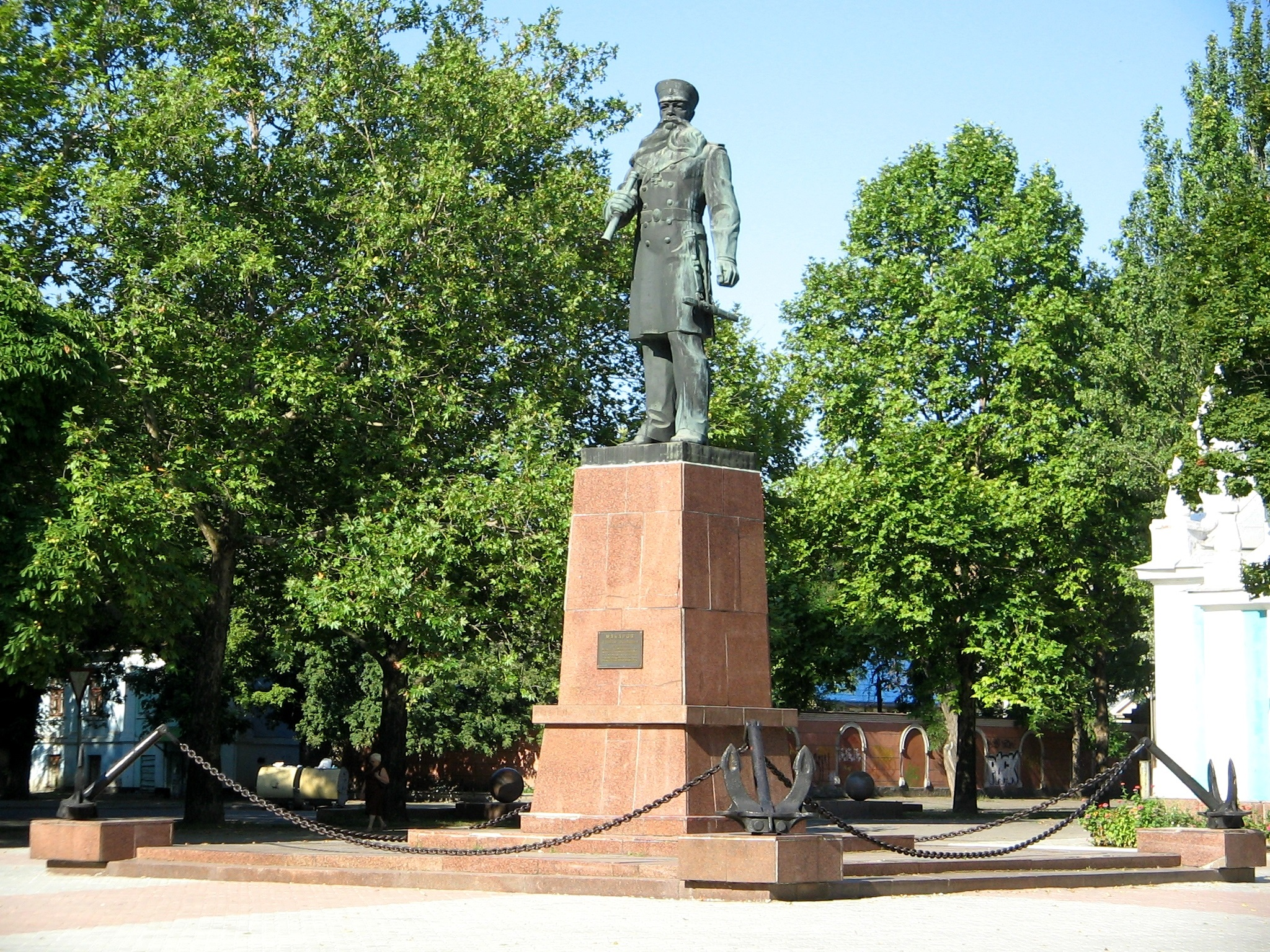
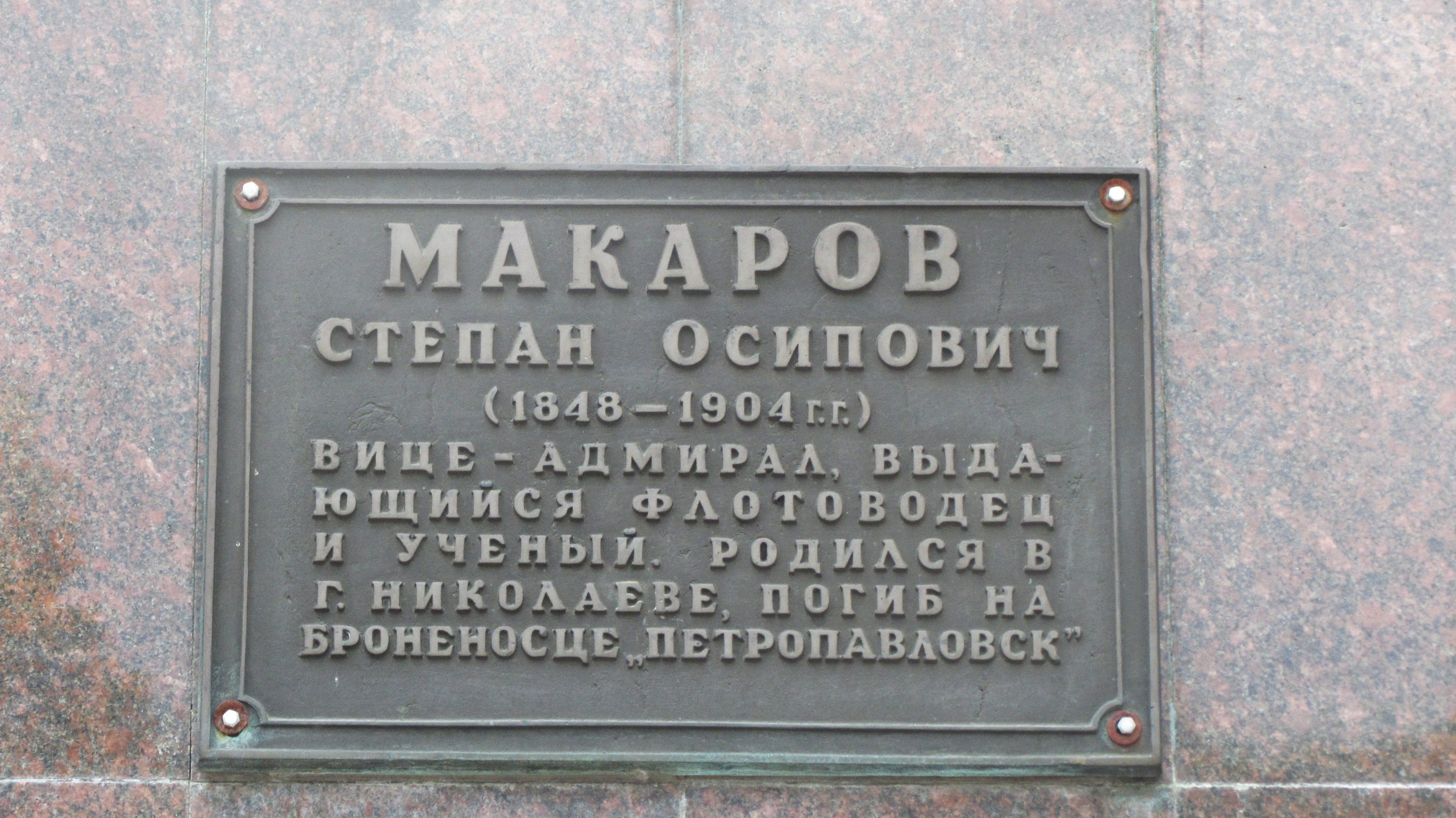
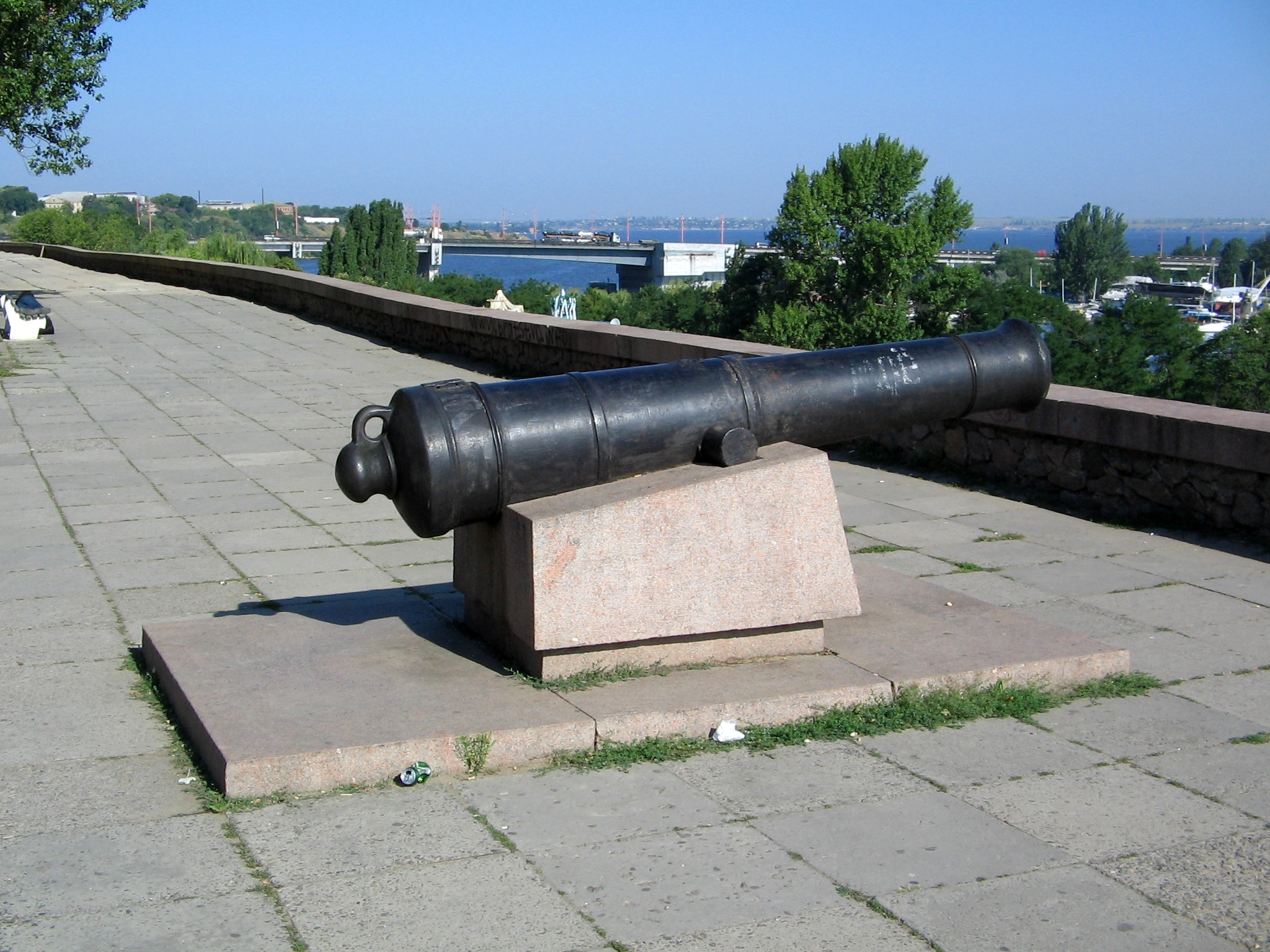